# Mozdony

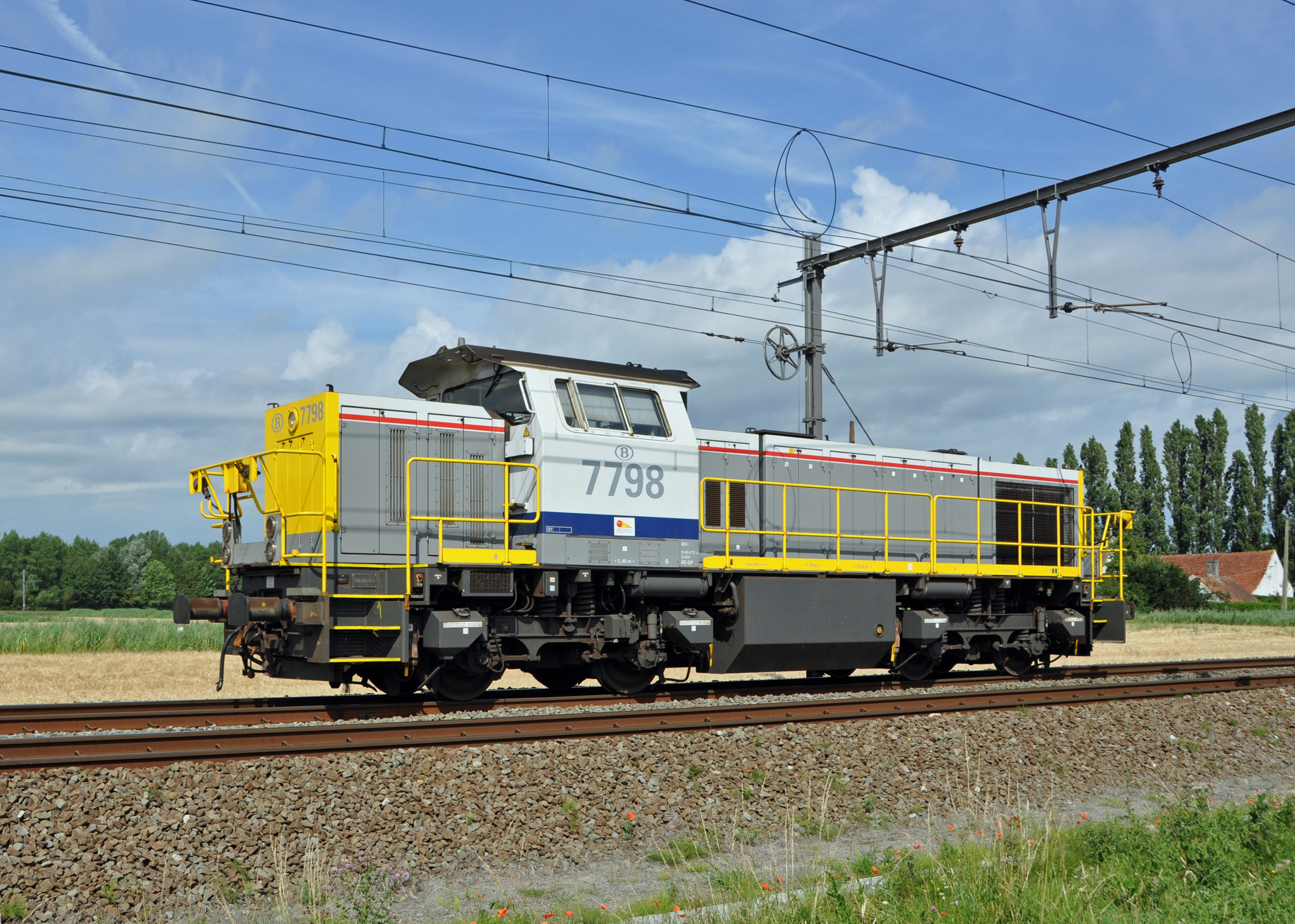
Az SNCB 77 sorozatú dízelmozdonya

A mozdony kifejezetten vontatási célra szolgáló, saját erőgéppel felszerelt vasúti vontatójármű, amely haszonteher (utasok vagy teheráru) közvetlen szállítására nem alkalmas (ellentétben a motorkocsival).
A vasúti közlekedés jellegzetessége, hogy a vasúti járműveknek csak egy csoportja, a vontatójárművek rendelkeznek önmaguk, illetve a hozzájuk kapcsolt járművek vontatásához (azaz a jármű, illetve járművek menetellenállásainak leküzdéséhez) szükséges gépi berendezéssel. A vasút történeti fejlődése során számos mozdonytípus született. A műszaki fejlődéssel párhuzamosan új és új erőgépeket építettek a mozdonyokba, új erőátviteli és vontatási rendszerek alakultak ki. Az egyes forgalmi feladatok ellátásához azoknak megfelelő, specializált konstrukciókat fejlesztettek ki.

## A mozdonyok csoportosítása
A mozdonyok alapvetően csoportosíthatók:
- az alkalmazott erőgép,
- az ellátott vontatási feladat,
- a vasúti pálya nyomtávolsága,
- a vasúti pálya jellege,
- a vonóerő-kifejtés módja szerint.

Ez a szócikk alapvetően az első felosztást követi.

### Erőgépek és erőátviteli rendszerek
A mozdony erőgépének feladata az energiahordozóban tárolt, vagy az energiaforrásból vételezett energia átalakítása a mozdony feladatának ellátásához szükséges mechanikai munkává. Az erőgép energiaellátásában lényeges különbség van a hőerőgépes (gőz-, dízel- és gázturbinás mozdonyok) és a villamos mozdonyok között. Az előbbiek a mozdony által szállított elsődleges energiahordozóban (a tüzelőanyagban) tárolt kémiai energiát a mozdonyba épített hőerőgéppel helyben alakítják át mechanikai munkává. A villamos mozdonyok a munkavégzéshez szükséges villamos energiát menet közben vételezik, a kifejezetten e célra kialakított vontatási villamoshálózatból.

#### Gőzmozdonyok

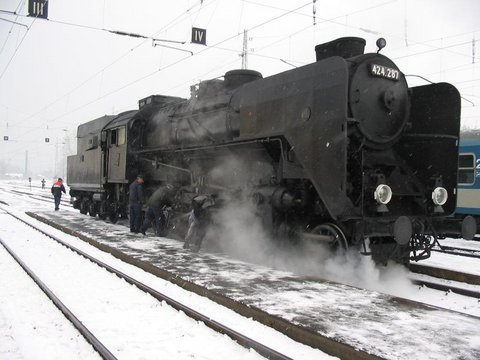
A MÁV 424-es sorozatú gőzmozdonya

A gőzmozdony a vasutakon elsőként használt géperejű vontatójármű. Erőgépe egy gőzgép, amelynek működtetéséhez szükséges gőzt a jármű kazánjában állítják elő. A gőzmozdonyok legnagyobb hátránya a kicsiny energetikai hatásfok (~7%), a kis hatótávolság, az erősen szennyező üzem, a jelentős kezelési és fenntartási élőmunkaigény, valamint a kiszolgálószemélyzet nehéz fizikai igénybevétele. A gőzmozdonyokat Kína kivételével ma már kizárólag kedvtelésből használják. Hazánkban a nosztalgiára vágyó utazók elsősorban a kisvasutakon utazhatnak gőzvontatású vonaton.

#### Dízelmozdonyok

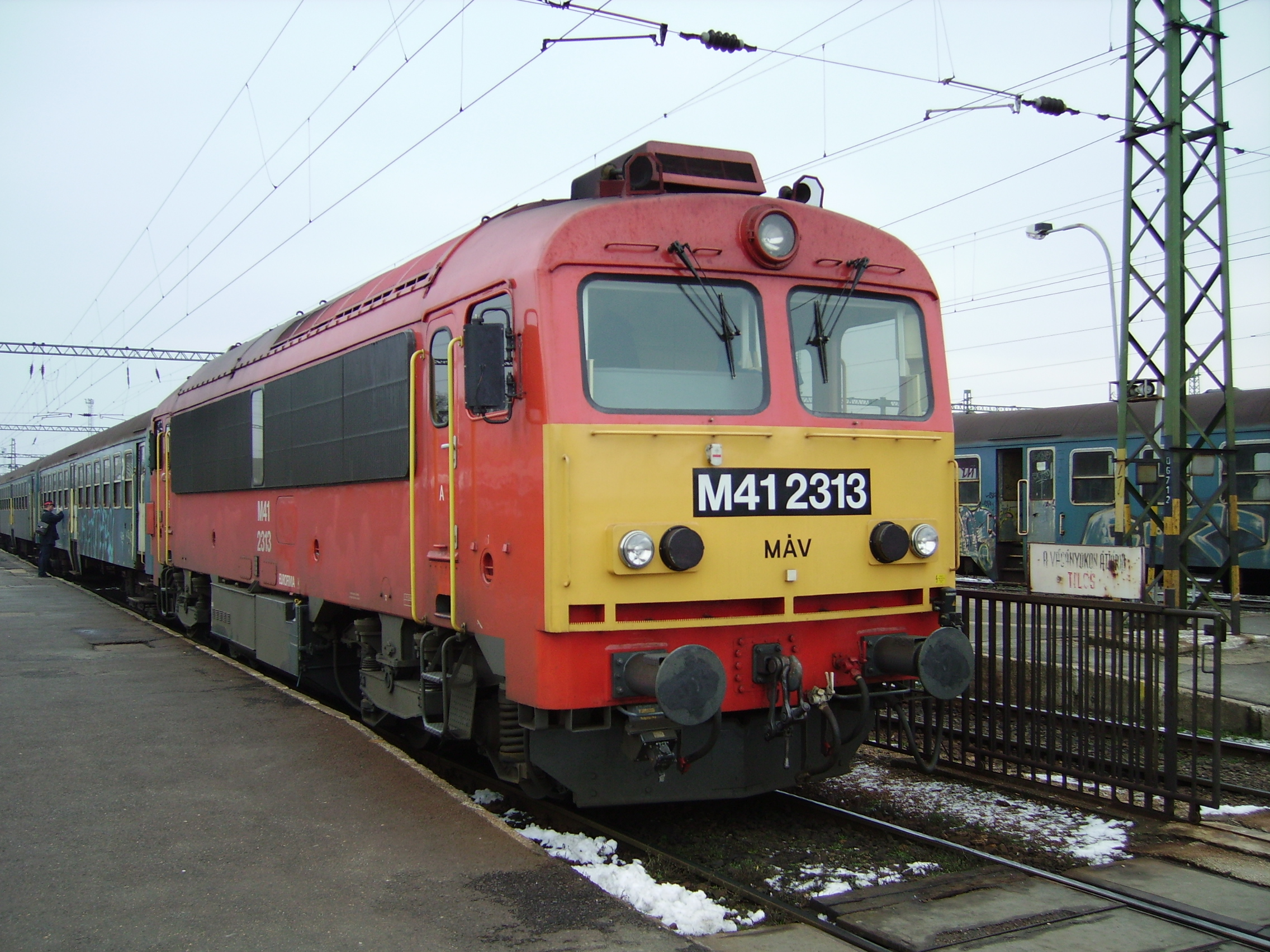
A MÁV M41,23 sorozatú univerzális dízelmozdonya, becenevén Csörgő

A dízelmozdony erőgépe, a hajtómotor, egy belsőégésű hőerőgép. Általában négyütemű, ritkábban kétütemű dízelmotor. A dízelmotor sajátossága, hogy terhelhetősége és leadott teljesítménye fordulatszámfüggő, alacsony fordulaton nem terhelhető, ezért járműhajtásra közvetlenül nem használható fel. Ennek kiküszöbölésére a hajtómotor és a hajtott tengelyek közé külön gépezeti egység, az úgynevezett "erőátvitel" beépítése szükséges. Az erőátvitel rendszerének kiválasztása általában a jármű feladatának megfelelően történik. Dízelmozdonyoknál jellemzően háromféle erőátviteli rendszert alkalmaznak. A dízel-mechanikus erőátvitel esetében a hajtómotor és a hajtott tengelyek közé egy – több fokozatban változtatható áttételű – fogaskerék-hajtóművet építenek, ez a kisebb teljesítményű mozdonyokra és a motorkocsikra jellemző megoldás. A dízel-hidraulikus erőátvitel esetében az energiaátvitelt áramló folyadék biztosítja. A dízel-villamos erőátvitel esetében pedig a hajtómotor egy villamos áramfejlesztőt (generátort) forgat.

#### Villamos mozdonyok

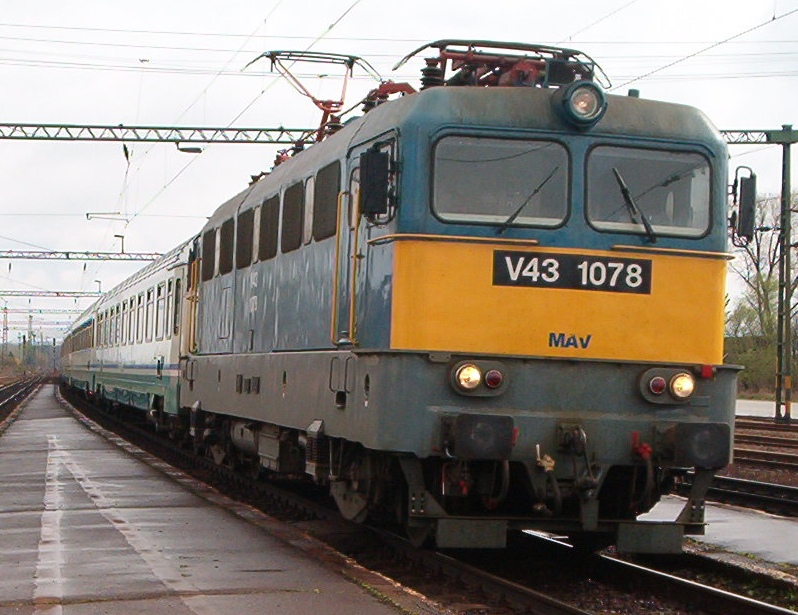
A MÁV V43,1 sorozatú univerzális villanymozdonya, becenevén Szili

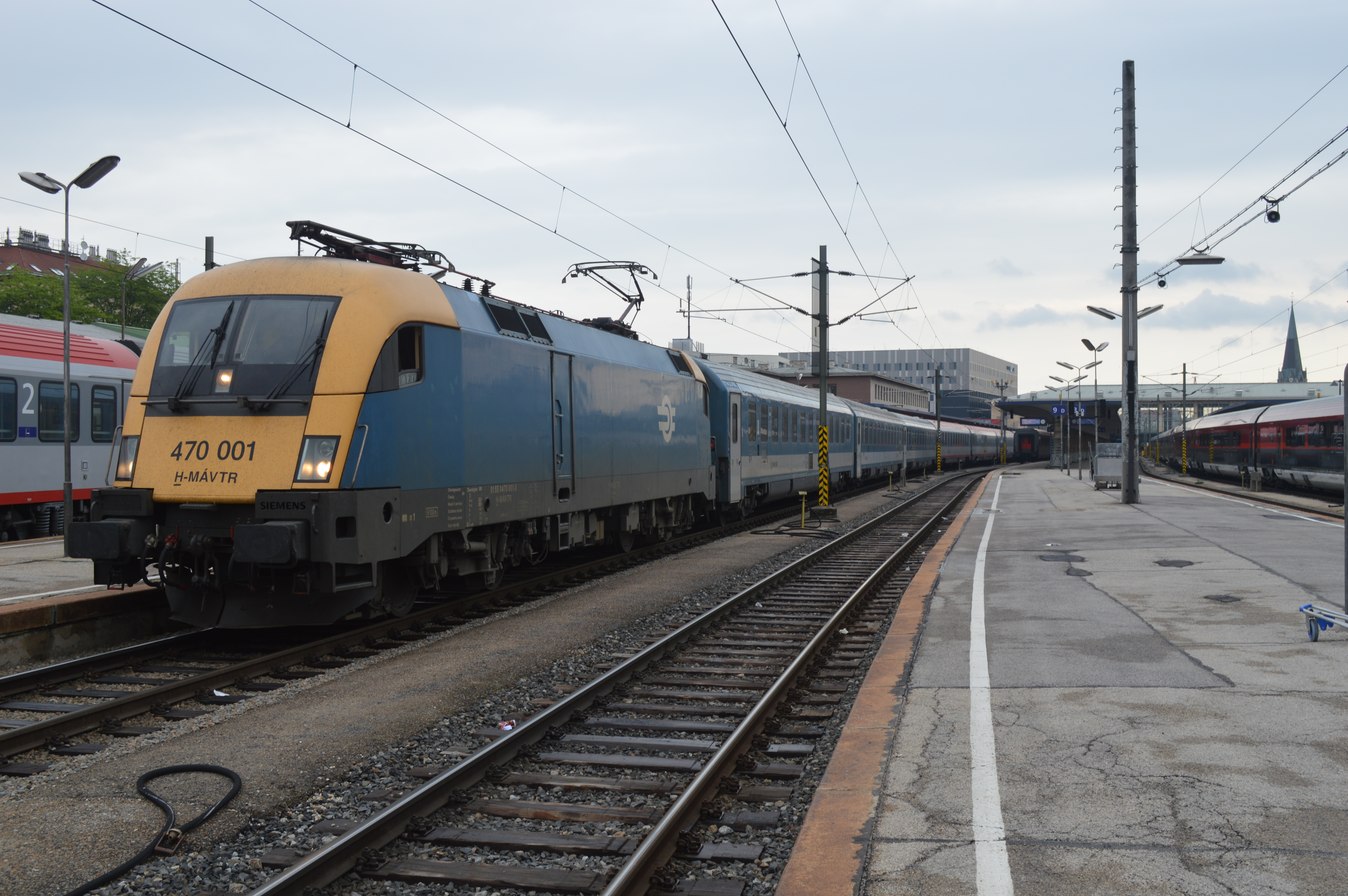
A MÁV 1047 sorozat

A villamos mozdonyok, vagy villanymozdonyok a külön e célra épített helyhez kötött villamoshálózatból nyert villamosenergiát alakítják át a vontatáshoz szükséges mechanikai munkává. Mivel a villamosenergia a vasúti vontatáshoz szükséges kapacitásban nem tárolható (bár kisvasutakon léteznek akkumulátoros villanymozdonyok), ezért a villamos mozdonyok üzeméhez feltétlen szükséges a táphálózattal való állandó kapcsolat. A táphálózat leggyakoribb kialakítási módja a felsővezetékes táplálás, ahol a villamos energiát a pálya felett elhelyezett felsővezetékből az ahhoz kapcsolódó áramszedőjével vételezi a jármű. Egyes – főként különleges – vasutaknál a táphálózat kialakítása harmadiksínes vagy alsóvezetékes rendszerű is lehet. A mozdony villamos erőátviteli berendezéseinek kialakítását elsősorban a villamos táphálózat feszültsége és frekvenciája határozza meg. Az európai vasutakon a történelmi fejlődés során több feszültségszint / frekvencia páros alakult ki. Ezeket gyűjtőnéven vontatási rendszereknek nevezzük. A villanymozdony gépezete tulajdonképpen egy áramátalakító, mely a vontatási rendszerre jellemző szintű és frekvenciájú feszültséget a vontatómotorok táplálásához szükséges szintű és frekvenciájú feszültséggé alakítja át. Az erőátvitel paraméterei úgy változtathatók, hogy ezzel a mozdony sebessége és vonóereje a teljes sebességtartományon jó hatásfokkal szabályozható legyen.
A villamos mozdonyoknál a vontatási munka előállításához szükséges energiaátalakításnak csak egy része játszódik le a járműben. Ennek köszönhetően a villamos mozdonyok teljesítmény-tömeg aránya a legkedvezőbb a mozdonyok között, így a vasútüzem adta méret- és tömegkorlátok miatt a legnagyobb vontatási teljesítmény a villamosmozdonyoktól várható.
A villamos vontatás legnagyobb hátránya a villamos mozdonyok használatához szükséges, helyhez kötött közműves felsővezeték-hálózat, a vontatási alállomások (áramátalakítók), és a vasútüzemi villamos elosztóhálózat) magas beruházási költsége.

## Híres mozdonyok
- Rocket – gőzmozdony a hőskorból
- Flying Scotsman – nagy sebességre képes brit gőzmozdony
- Union Pacific 4000 – az egyik legnagyobb gőzmozdony
- Kandó-mozdony
- MÁV 424 sorozat
- MÁV M61 sorozat, becenevén NOHAB a gyártója után, Magyarországon kultikus tiszteletnek örvendő dízelmozdony-sorozat

## Mozdonyok a kultúrában

### Zenei vonatkozások
- Arthur Honegger: Pacific 231
- Sáry László: Etűdök gőzmozdonyokra
- Demjén Ferenc: Szerelemvonat

### Filmes vonatkozások
- A generális (The General) Buster Keaton 1926-os némafilmje.